# Landesjugendring Baden-Württemberg

Logo des Landesjugendrings Baden-Württemberg

Der Landesjugendring Baden-Württemberg ist der Zusammenschluss der Jugendverbände in  Baden-Württemberg zu einer Arbeitsgemeinschaft auf Landesebene in Form eines eingetragenen Vereins mit Sitz in Stuttgart.
Es gibt 32 Mitgliedsverbände aus einem breiten Spektrum von konfessionellen, musischen, kulturellen, politischen und gewerkschaftlichen Verbänden sowie Jugendverbänden aus dem Hilfebereich (z. B. Jugendfeuerwehr, Jugendrotkreuz). Über die regionalen Arbeitsgemeinschaften der kommunalen Jugendringe sind dem Landesjugendring etwa 90 Stadt- und Kreisjugendringe angeschlossen.